# Aston Martin DB7
De Aston Martin DB7 is een Gran Turismo van Aston Martin, die van september 1994 tot december 2003 werd gebouwd. De auto was verkrijgbaar als een coupé of een cabriolet, en was voor het eerst te zien op de Autosalon van Genève in maart 1993. De DB7 is het succesvolste Aston Martin-model ooit, met meer dan 7.000 verkochte wagens, voordat hij werd vervangen door de DB9. De auto is ontworpen door Ian Callum, en wordt algemeen beschouwd als een van de mooiste en meest tijdloze autodesigns ooit.